# Comité Olímpico Nacional Georgiano
El Comité Olímpico Nacional Georgiano (GNOC) (georgian: საქართველოს ეროვნული ოლიმპიური კომიტეტი, sak'arte'velos erovnuli olimpiuri komiteti) es el elector nacional georgiano del movimiento olímpico mundial. Es una organización paraguas para los 12 organismos regionales, la Academia Olímpica de Georgia, la Asociación Olímpica de Georgia y el Museo Olímpico.

## Historia
El GNOC se estableció el 6 de octubre de 1989 y tuvo un reconocimiento preliminar y completo del Comité Olímpico Internacional el 9 de marzo de 1992 y el 23 de septiembre de 1993, respectivamente.

## Presidentes
| Presidentes               | Años de plazo |
| ------------------------- | ------------- |
| Nona Gaprindashvili       | 1989-1996     |
| Jansugh Bagrationi        | 1996-2004     |
| Badri Patarkatsishvili    | 2004-2007     |
| Giorgi Topadze (Suplente) | 2007-2008     |
| Gia Natsvlishvili         | 2008-2012     |
| Leri Khabelov             | 2012-presente |